# ديلفن بريو
ديلفن بريو (بالإنجليزية: Delvin Breaux)‏ هو لاعب كرة قدم كندية أمريكي، ولد في 25 أكتوبر 1989 في نيو أورلينز في الولايات المتحدة.

## وصلات خارجية
- ديلفن بريو على موقع مرجع كرة القدم المحترفة.كوم (الإنجليزية)
- ديلفن بريو على موقع JustSportsStats.com (الإنجليزية)